# José Luis Pellicena Guijosa
José Luis Pellicena Guijosa (Saragossa, 2 de març de 1933-Madrid, 22 de novembre de 2018) va ser un actor espanyol.

## Biografia
Va ser un d'aquests actors íntimament relacionats a la història del teatre a Espanya, encara que hagi intervingut en alguna sèrie de televisió o en alguna pel·lícula. Sobre les taules ha conreat el perfil d'actor intel·lectual, de tall aristocràtic en interpretar personatges amb aquests atributs: Dràcula i Juli Cèsar.
Després d'uns inicis en pel·lícules policíaques, va rodar la seva pel·lícula més coneguda fins avui, Historias de la televisión (1965), sota les ordres de José María Forqué. Finalitzat el rodatge, Pellicena es va bolcar en una profunda devoció pel teatre que li portaria en 1973 a Veneçuela amb l'obra Yerma, basada en la peça de Federico García Lorca, i protagonitzada per Núria Espert.
En plena transició espanyola, va encarnar en 1981 en el muntatge de Amadeus a un Salieri gelós i corroït per l'enveja; i en 1983 va encapçalar el repartiment de Del Rey Ordás y su infamia. En 1986 va tornar al cinema amb Dragon Rapide (Jaime Camino), on va interpretar José Calvo Sotelo. La televisió el va reclamar per la sèrie Miguel Servet, la sangre y la ceniza (1989), on va donar vida Joan Calví. En teatre es va posar en la pell del filòsof Sèneca acompanyat per Luis Merlo; i en la qual el filòsof queda imbuït en la cort de Neró, assaltant-se dubtes sobre si defensar l'injust o donar suport a la tirania. En 1987 encapçala el cartell de Los locos de Valencia, segons la peça de Lope de Vega, sobre les màscares amb les quals les persones es neguen a mostrar-se tal com són. Antonio Canal, María Luisa Merlo, Fidel Almansa, Fernando Valverde, Ángel de Andrés, Vicente Cuesta i Marisa de Leza van ser els seus companys de repartiment. En 1989 va interpretar el muntatge La rueda de fuego,sobre l'ambició d'aconseguir el poder a través de l'escenificació de fragments d'obres de Shakespeare com Juli Cèsar, Otel·lo, Hamlet, Macbeth.
En 1991 va optar als premis Fotogramas de Plata pel seu treball a les obres Entre las ramas de la arboleda perdida —segons la peça de Rafael Alberti— i Las comedias bárbaras. Aquell mateix any Manuel Gutiérrez Aragón li va donar l'oportunitat de participar en la sèrie El Quijote de Miguel de Cervantes. En 1994, sota la direcció de Miguel Narros, protagonitzà Marat-Sade, segons el text de Peter Weiss. En ella encarnà al Marquès de Sade, un home les idees del qual es contraposen a les del també revolucionari Marat (José Pedro Carrión), qui seria assassinat per l'aristòcrata Charlotte Corday (Nuria Gallardo). En 1995 va protagonitzar amb Julia Gutiérrez Caba Juego de reyes. A l'any següent va encapçalar el repartiment de Goya, basada en un text d'Alfonso Plou i sota la direcció de Carlos Martín, en la qual Francisco de Goya és despertat pels seus sers estimats per a la celebració del seu aniversari, combinant fantasia i realitat. Van completar el repartiment Enriqueta Carballeira, Ricardo Joven, Santiago Meléndez, Balbino Lacosta i Néstor Arnas.
En 2000 representa el text d'Ingmar Bergman Escenas de matrimonio, i que disecciona la vida conjugal d'una parella. Magüi Mira el va acompanyar. En 2001 va rodar per televisió la sèrie Abogados, inicià una gira sobre el Tartufo de Molière (on va conèixer Alejandro Navamuel), i Eva Isanta, en qualitat d'ajudant de realització, el va dirigir en l'adaptació teatral de la pel·lícula Familia (Fernando León de Aranoa). En ella José Luis Pellicena encarnava un home que contracta a una família falsa que l'ajuda a combatre la solitud... La peça, com la pel·lícula, va incidir en les hipocresies i contradiccions que s'ensenyoreixen del més bàsic nucli social: la família. En 2002 després de diversos anys d'absència va tornar al cinema amb la pel·lícula No dejaré que no me quieras, on també actuen Pere Ponce i Melanie Olivares. En televisió incorporava al mafiós Emilio el Genovés que havia de tapar els assassinats perpetrats per la seva família. A l'any següent es va unir als actors que es van manifestar contra la guerra de l'Iraq, participant en diverses manifestacions. En 2004 va començar la gira de El retrato de Dorian Gray, en la qual va compartir protagonisme amb Eloy Azorín i Juan Carlos Naya. Pellicena va interpretar Lord Henry, un ésser cínic, abjecte que corromp a poc a poc l'ànima d'un noi. Azorín va emmalaltir a la meitat de la tourné. Alejandro Navamuel i Marià Albereda li substituirien. En 2006 va estrenar La escalera de Charles Dyer, amb adaptació de Pedro Víllora sota la direcció de Ángel Fernández Montesinos. En ella interpretava un homosexual que esperava rebre la visita de la seva filla mentre també esperava l'hora del seu empresonament per escàndol públic. Al final de l'obra deslligava totes les seves mentides i deixava de riure's del seu xicot, un perruquer incorporat per Julio Gavilanes (productor de la funció), amb el qual estava disposat a travessar els últims esglaons de la seva vida. En 2007 va estrenar a Santander Llama un inspector, de J.B. Priestley, on compartia cartell amb Francisco Valladares. La seva última aparició televisiva va ser en l'episodi 282 de la sèrie Cuéntame cómo pasó a TVE.
Va morir a causa d'un infart de miocardi.

## Obres de teatre
- Diálogos de carmelitas (1954), de Georges Bernanos,
- Edipo rey (1954), de Sòfocles,
- La destrucción de Sagunto (1954) de José María Pemán,
- La alondra (1954) de Jean Anouilh,
- La vida es sueño (1955), de Calderón de la Barca,
- El pleito matrimonial del cuerpo y el alma (1955), de Calderón de la Barca,
- El gran teatro del mundo (1956), de Calderón de la Barca
- Seis personajes en busca de un autor (1956), de Pirandello,
- Proceso de Jesús (1957), de Diego Fabbri,
- Otelo (1957), de William Shakespeare,
- El gran teatro del mundo (1957), de Calderón de la Barca,
- La muerte de un viajante (1959) d'Arthur Miller,
- Ejercicio para cinco dedos (1959), de Peter Shaffer,
- Los años del bachillerato (1960), d'André Lacour,
- Sentencia de muerte (1960), d'Alfonso Paso, amb Andrés Mejuto.[3]
- El glorioso soltero (1960), de Joaquín Calvo Sotelo[4]
- Las buenas personas (1961), d'Alfonso Paso,
- Largo viaje del día hacia la noche (1960), d'Eugene O'Neill
- Inquisición (1961), de Diego Fabbri,
- Historias de media tarde (1963), d'Emilio Romero,
- Caminos de Damasco (1964), dd'Emilio Canda.
- Las personas decentes me asustan (1964), dd'Emilio Romero,
- El doble crimen de Dorkey (1965), de Siegfried Blake,
- El rostro del asesino (1965), de Frank Vosper sobre un relato de Agatha Christie,
- Espejo para dos mujeres (1965), de Jaime Salom,
- Romeo y Jeannette (1966), de Jean Anouilh,
- Numancia, de Cervantes
- El burlador de Sevilla (1966), de Tirso de Molina,
- El Rey Lear (1967), de William Shakespeare,
- El rufián castrucho (1968), de Lope de Vega.,[5]
- Las mocedades del Cid (1968), de Guillem de Castro,[6]
- Don Juan Tenorio (1968), de José Zorrilla,
- Td'Espero ayer (1969), de Manuel Pombo Angulo,
- Medida por medida (1969), de William Shakespeare,
- La marquesa Rosalinda (1970) de Valle-Inclán
- El condenado por desconfiado (1970), de Tirso de Molina,
- La paz (1970), de Aristófanes,
- La Estrella de Sevilla (1970), de Lope de Vega,
- Yerma (1973), de Federico García Lorca
- Los chicos de la banda (obra de teatre) (1975/76), de Mart Crowley,
- Las manos sucias (1977), de Jean-Paul Sartre
- Drácula (1978) de Hamilton Deane y John L. Balderston
- Don Carlos (1979), de Schiller,
- Marco Antonio y Cleopatra (1980), de William Shakespeare,
- Contradanza (1980), de Francisco Ors,
- Panorama desde el puente (1980) de Arthur Miller
- El despertar a quien duerme (1981), de Lope de Vega,
- El caballero de Olmedo (1982) de Lope de Vega
- Eduardo II (1983) de Christopher Marlowe
- Del rey Ordás y su infamia (1983), de Fernando Fernán Gómez
- Eloísa está debajo de un almendro (1984), d'Enrique Jardiel Poncela,
- El castigo sin venganza (1985)[7]
- La gallina ciega (1985), de Max Aub,
- Los locos de Valencia (1986), de Lope de Vega,
- Séneca o el beneficio de la duda (1987) d'Antonio Gala
- El médico de su honra (1986), de Calderón de la Barca,
- Entre las ramas de la arboleda perdida (1991)
- Las comedias bárbaras (1991)
- Marat-Sade (1994)
- Juego de reyes (1995)
- Goya (1996)
- Cartas d'Amor (1998)
- Tartufo (1998) de Molière
- Escenas de matrimonio (2001)
- Familia (2001)
- Tartufo (2003), de Molière
- El demonio de los ángeles (2003)
- El retrato de Dorian Gray (2004-2005) d'Oscar Wilde
- La escalera (2006)
- Llama un inspector (2007), de J. B. Priestley
- En el oscuro corazón del bosque (2010), de José Luis Alonso de Santos

## Filmografia parcial
- No dejaré que no me quieras (2002)
- Dragon Rapide (1986)
- Aborto criminal (1973)
- Historias de la televisión (1965)
- Los parias de la gloria (1964)
- Pedro El Cruel (1964)
- Los guerrilleros (1963)
- Mentirosa (1962)
- Cariño mío (1961)
- Usted puede ser un asesino (1961)
- Siempre es domingo (1961)

## Televisió
- Abogados (2001)
- El Quijote de Miguel de Cervantes (1991)
- Pedro I, el Cruel (1988)
- Miguel Servet, la sangre y la ceniza (1988)
- A Electra le sienta bien el luto (1986)
- Las cartas boca abajo (1971)
- A través de la niebla (1971)
- Crimen y castigo {1970}